# Félix Bracquemond

Félix Bracquemond 1865 (Photographie von Nadar)

Auguste Joseph Bracquemond, genannt Félix Bracquemond (* 22. Mai 1833 in Paris; † 29. Oktober 1914 in Sèvres, Département Hauts-de-Seine) war ein französischer Maler, Grafiker und Porzellanmaler. Mit seinen neuen Methoden der Radierung regte der mit zahlreichen impressionistischen Malern bekannte Künstler etwa  Édouard Manet, Edgar Degas und Camille Pissarro an, sich dieser Technik zu bedienen.

## Leben und Werk
Bracquemond stammte aus einfachen Verhältnissen: Sein Vater César Auguste Bracquemond war Schneider, seine Mutter Jeanne Geraldine Näherin. Nach einer kurzen Schulzeit absolvierte Bracquemond zuerst eine Ausbildung als Lithograf. Parallel dazu nahm er Zeichenunterricht und erhielt später Unterricht bei Joseph Guichard,  einem Schüler von Ingres und Delacroix.
1852 stellte er erstmals ein Porträt auf dem Pariser Salon aus und erregte damit Aufmerksamkeit. 1863 wurde jedoch eine seiner Radierungen von der Jury dieser offiziellen französischen Kunstausstellung abgelehnt. Gemeinsam mit anderen Malern, die später den Impressionismus begründen sollten, zeigte er dieses Werk stattdessen auf dem Salon des Refusés, bei der die abgelehnten Künstler auf Anordnung von Napoléon III. die Gelegenheit erhielten, ihre Arbeiten einer größeren Öffentlichkeit zu präsentieren. Sein Freund Manet, Bracquemond, Fantin-Latour, Alphonse Legros, Johan Barthold Jongkind und Augustin Théodule Ribot gründeten 1862 die Societé des Aquafortistes, eine Künstlergemeinschaft zur Förderung des Radierens. Dort wurde Bracquemond Mitglied und hatte auch verschiedentlich Ämter inne.
Am 5. August 1869 heiratete Bracquemond in Paris die impressionistische Malerin Marie Anne Quivoron (1840–1916). Ihr einziger Sohn Pierre (1870–1926) wurde später ebenfalls Maler.
Der Künstler war um 1870 als Porzellanmaler für die Manufacture de porcelaine de Sèvres tätig. Das Service Rousseau wurde 80 Jahre lang in Frankreich produziert. Außerdem nahm er den Posten als Direktor des Pariser Ateliers der Firma Haviland (Limoges) an.
Nach dem Vorbild der französischen „Aquafortistes“ und der englischen Society of Painter-Etchers gründete Bracquemond 1889 zusammen mit seinem Kollegen Henri Guérard die Société des peintres-graveurs français.
Bracquemonds Anerkennung als unabhängiger Künstler wuchs in den folgenden Jahrzehnten. 1900 erhielt er für seine impressionistische Grafik den Grand Prix. Auf die Künstler seiner Zeit hat er bereits vorher Einfluss ausgeübt. Er spielte eine wichtige Rolle bei der Erneuerung der Technik der französischen Radierung und passte diese Kunstform an das zeitgenössische Kunstverständnis an. Damit wirkte er auf Manet, Charles Meryon und Corot ein. Auch mit Degas und einigen seiner impressionistischen Freunde wie Gauguin und Pissarro bestand eine enge Verbindung. Sein Buch über Zeichnung und Farbe, das 1885 erschien, war von Bedeutung für Vincent van Gogh. Bracquemond war außerdem einer der ersten, die den Japanischen Farbholzschnitt für sich entdeckten.
Mit 81 Jahren starb Félix Bracquemond in Sèvres und fand dort auch seine letzte Ruhestätte.

## Ehrungen
- 1882 Chevalier der Ehrenlegion
- 1890 Ehrenpräsident der Société des peintres-graveurs français
- 1889 Officier der Ehrenlegion

## Galerie

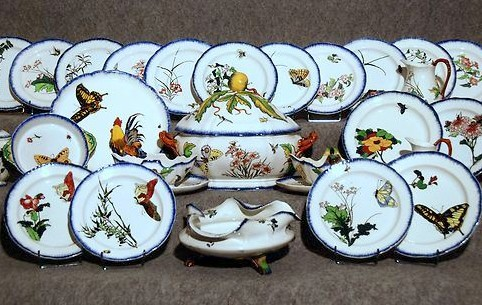
Service Rousseau, etwa 1867 (Porzellanmalerei), Auftragsarbeit von Eugène Rousseau
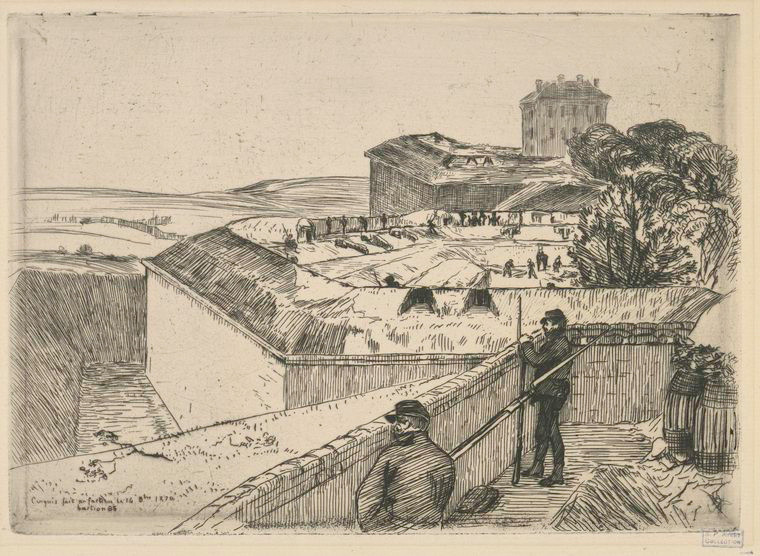
Die Bastion 84, 1870 (Radierung)
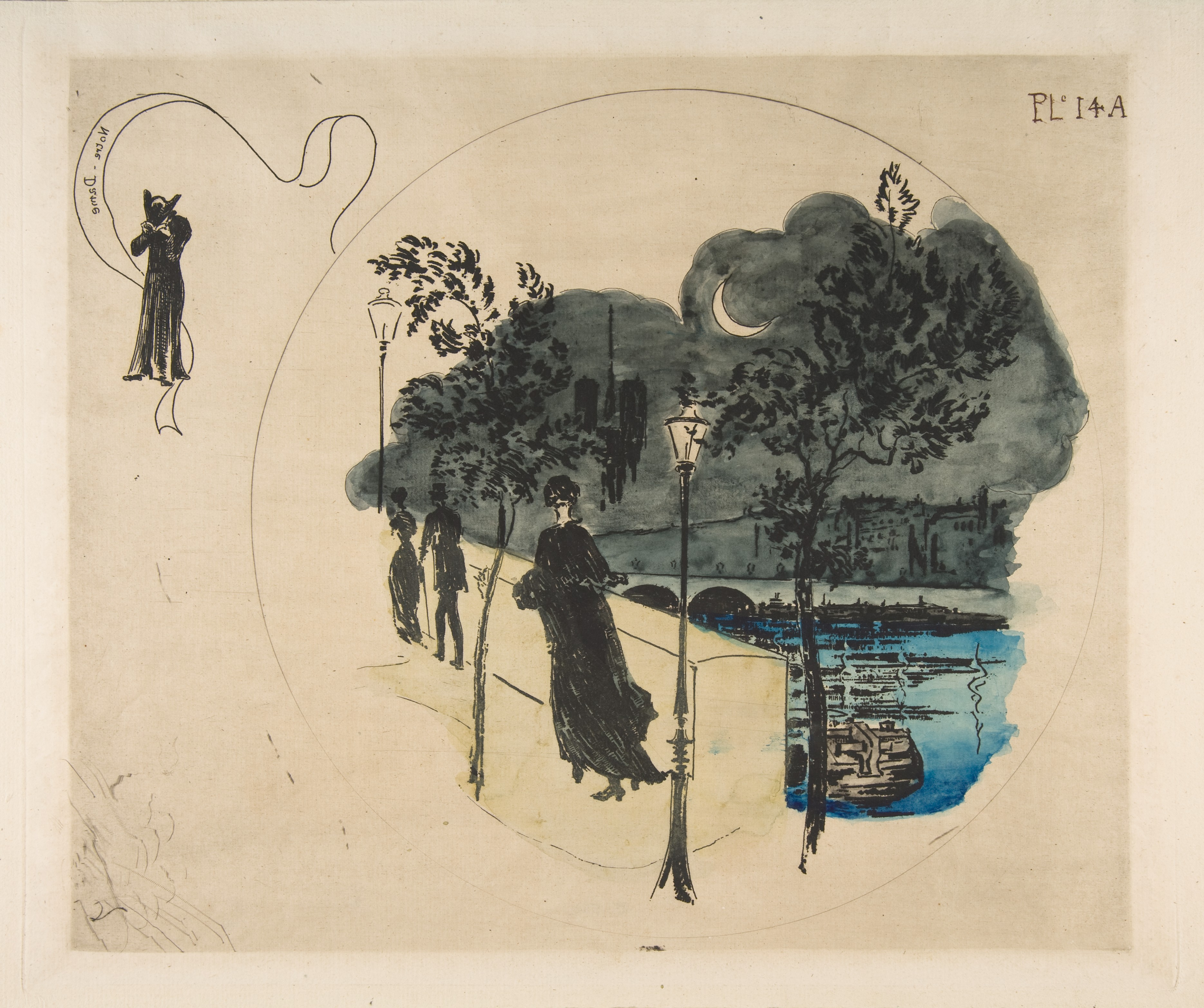
Nôtre Dame Paris, 1870 (Radierung mit Wasserfarbe auf geripptem Papier)
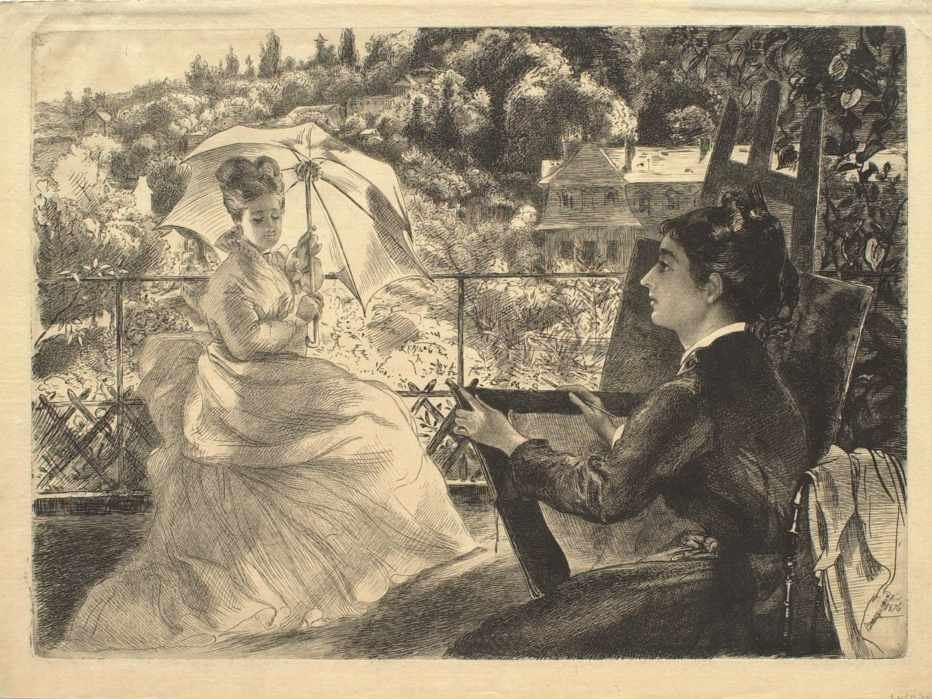
Terrasse der Villa Brancas, 1876 (Radierung)
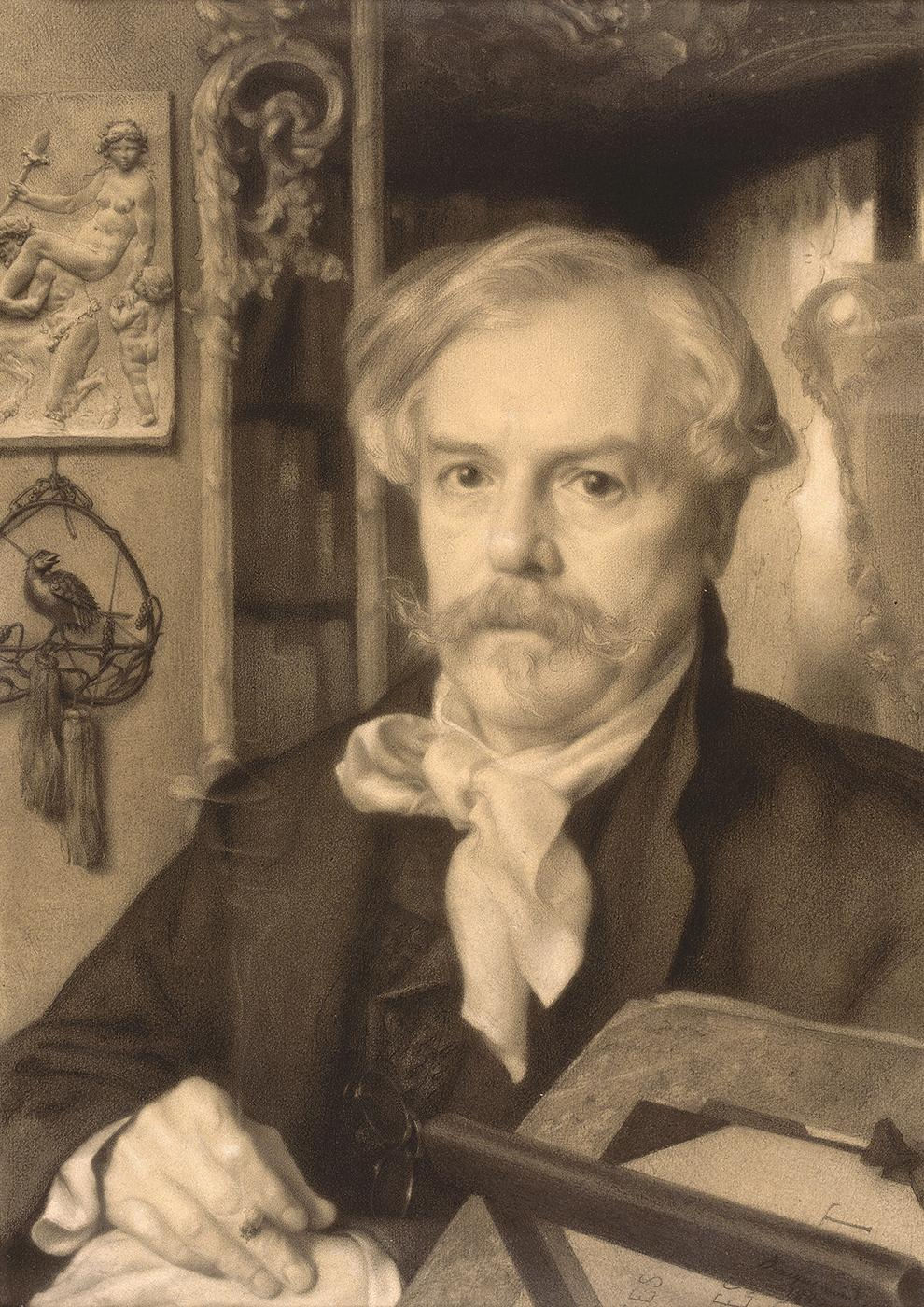
Edmond de Goncourt, 1880 (Zeichenkohle auf Leinwand)
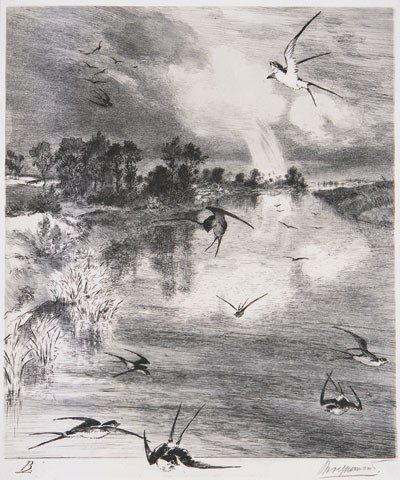
Die Schwalben, etwa 1882 (Radierung)

## Schüler (Auswahl)
| - Alexandre Jean-Baptiste Brun (1853–1941) - Louis Busière (1880–1960) - François Courboin (1865–1926) | - Léon Coutil (1856–1943) - Lucien Dautry (1851–1926) | - Fernand Desmoulin (1853–1914) - Alexandre Poulin (1867–1922) - Henri Jean Turlin (1846–nach 1915) |